# Championnat des clubs caribéens de la CONCACAF 2020
Navigation
Édition précédente Édition suivante
Le championnat des clubs caribéens de la CONCACAF 2020 est la vingt-et-deuxième édition de cette compétition. Organisé par la CONCACAF, cette compétition voit s'affronter les meilleures équipes professionnelles des associations de l'Union caribéenne de football (UCF ou CFU).
Le vainqueur est directement qualifié pour la Ligue des champions de la CONCACAF 2021. Les deuxième et troisième ainsi que le vainqueur du barrage entre le quatrième et le vainqueur du championnat amateur (Caribbean Club Shield 2020) sont quant à eux qualifiés pour la Ligue de la CONCACAF 2020.

## Participants
Parmi les 31 associations membres de l'Union caribéenne de football, seules 4 disposent d'un championnat professionnel selon les critères de la CONCACAF. Ainsi, chacune de ces associations présente deux équipes pour disputer le championnat des clubs caribéens. Néanmoins, une de ces 4 associations n'a pas été autorisée à présenter des équipes lors de cette éditions, seules 6 équipes y participent.
| Nation                                   | Club                                     | Qualification                                                |
| Caribbean Professional Club Championship | Caribbean Professional Club Championship | Caribbean Professional Club Championship                     |
| ---------------------------------------- | ---------------------------------------- | ------------------------------------------------------------ |
| République dominicaine                   | Atlético Pantoja                         | Champion de République dominicaine 2019                      |
| République dominicaine                   | Cibao FC                                 | Vainqueur de la saison régulière République dominicaine 2019 |
| Haïti                                    | Arcahaie FC                              | Vainqueur du Tournoi d'ouverture d'Haïti 2019                |
| Haïti                                    | Don Bosco FC                             | Vainqueur du Tournoi de clotûre d'Haïti 2018                 |
| Jamaïque                                 | Portmore United FC                       | Champion de Jamaïque 2018-2019                               |
| Jamaïque                                 | Waterhouse FC                            | Vice-champion de Jamaïque 2018-2019                          |

Pour la deuxième année consécutive, l'association de Trinité-et-Tobago n'a pas été autorisé à présenter des équipes car elle n'a pas enregistré correctement leur homologation.
Les 27 autres associations ne disposant pas de championnat professionnel dispute le Caribbean Club Shield.

## Phase de groupe
Le tirage au sort des groupes a eu lieu le 4 décembre 2019 au siège de la CONCACAF à Miami Les six équipes sont réparties en deux groupes de trois et le tirage au sort est organisé de sorte qu'il ne puisse y avoir deux équipes d'un même pays dans un même groupe. Les matchs de groupe sont disputés à la Jamaïque entre le 9 janvier 2020 et le 9 février 2020.

### Groupe A
| Rang | Équipe            | Pts | J | G | N | P | Bp | Bc | Diff | Qualification |
| ---- | ----------------- | --- | - | - | - | - | -- | -- | ---- | ------------- |
| 1    | Waterhouse FC (H) | 4   | 2 | 1 | 1 | 0 | 3  | 0  | +3   | Phase finale  |
| 2    | Cibao FC          | 2   | 2 | 0 | 2 | 0 | 1  | 1  | 0    | Phase finale  |
| 3    | Don Bosco FC      | 1   | 2 | 0 | 1 | 1 | 1  | 4  | −3   |               |

| 1re journée           | Waterhouse FC | 0-0   | Cibao FC | Anthony Spaulding Sports Complex, Kingston |  |
| 29 janvier 2020 19:00 |               | (0-0) |          |                                            |  |
| 29 janvier 2020 19:00 | Rapport       |       |          |                                            |  |

| 2e journée            | Cibao FC        | 1-1   | Don Bosco FC         | Anthony Spaulding Sports Complex, Kingston |  |
| 31 janvier 2020 15:00 | Pablo Marisi 7e | (1-0) | 62e (csc) Alan Aciar |                                            |  |
| 31 janvier 2020 15:00 | Rapport         |       |                      |                                            |  |

| 3e journée           | Waterhouse FC                                | 3-0   | Don Bosco FC | Anthony Spaulding Sports Complex, Kingston |  |
| 2 février 2020 18:00 | Rafeik Thomas 17e 66e · Stephen Williams 37e | (2-0) |              |                                            |  |
| 2 février 2020 18:00 | Rapport                                      |       |              |                                            |  |

### Groupe B
| Rang | Équipe              | Pts | J | G | N | P | Bp | Bc | Diff | Qualification |
| ---- | ------------------- | --- | - | - | - | - | -- | -- | ---- | ------------- |
| 1    | Atlético Pantoja    | 6   | 2 | 2 | 0 | 0 | 6  | 0  | +6   | Phase finale  |
| 2    | Arcahaie            | 3   | 2 | 1 | 0 | 1 | 1  | 2  | −1   | Phase finale  |
| 3    | Portmore United (H) | 0   | 2 | 0 | 0 | 2 | 0  | 5  | −5   |               |

| 1re journée          | Portmore United | 0-4   | Atlético Pantoja                           | Anthony Spaulding Sports Complex, Kingston |                          |
| 5 février 2020 19:00 |                 | (0-2) | 4e 82e Saint-Vil · 37e Ozuna · 90e Espinal | Arbitrage : Erick Lezama                   | Arbitrage : Erick Lezama |
| 5 février 2020 19:00 | Rapport         |       |                                            | Arbitrage : Erick Lezama                   | Arbitrage : Erick Lezama |

| 2e journée           | Atlético Pantoja                               | 2-0 | Arcahaie FC | Anthony Spaulding Sports Complex, Kingston |                                  |
| 7 février 2020 15:00 | Nerlin St-Vil 26e (pen.) · Leonardo Ossa 45+4e |     |             | Arbitrage : Diego Montaño Robles           | Arbitrage : Diego Montaño Robles |
| 7 février 2020 15:00 | Rapport                                        |     |             | Arbitrage : Diego Montaño Robles           | Arbitrage : Diego Montaño Robles |

| 3e journée           | Portmore United | 0-1   | Arcahaie FC     | Anthony Spaulding Sports Complex, Kingston |                          |
| 9 février 2020 18:00 |                 | (0-0) | 85e Marc Beldor | Arbitrage : Kimbell Ward                   | Arbitrage : Kimbell Ward |
| 9 février 2020 18:00 | Rapport         |       |                 | Arbitrage : Kimbell Ward                   | Arbitrage : Kimbell Ward |

#### Phase finale
|  | Demi-finales           | Demi-finales |  |  | Finale | Finale |
|  | Demi-finales           | Demi-finales |  |  | Finale | Finale |
|  |                        |              |  |  |        |        |
|  | annulé                 | annulé       |  |  | annulé | annulé |
|  | annulé                 | annulé       |  |  | annulé | annulé |
|  | Waterhouse FC          |              |  |  | annulé | annulé |
|  |                        |              |  |  | annulé | annulé |
|  | Arcahaie FC            |              |  |  | annulé | annulé |
|  |                        |              |  |  |        |        |
|  | annulé                 |              |  |  |        |        |
|  |                        |              |  |  |        |        |
|  | Athlético Pantoja      |              |  |  |        |        |
|  |                        |              |  |  |        |        |
|  | Cibao FC               |              |  |  |        |        |
|  | Match pour la 3e place |              |  |  |        |        |
|  |                        |              |  |  |        |        |
|  | annulé                 |              |  |  |        |        |
|  |                        |              |  |  |        |        |
|  |                        |              |  |  |        |        |
|  |                        |              |  |  |        |        |
|  |                        |              |  |  |        |        |
|  |                        |              |  |  |        |        |